# Малая Оровка
Ма́лая О́ровка (фин. Huittula) — деревня в Гатчинском муниципальном округе Ленинградской области.

## История
Согласно ревизским сказкам 1795 года деревня Малая Оровка была вотчиной Ганнибалов и принадлежала Исааку Абрамовичу Ганнибалу. По IV-й ревизии 1782 года в ней было 8 душ мужского и 10 душ женского пола. По V-й ревизии 1795 года — 5 душ мужского и 7 душ женского пола.
Деревня Малые Оровки или Гуйтолова из 3 дворов упоминается на «Топографической карте окрестностей Санкт-Петербурга» Ф. Ф. Шуберта 1831 года.

МАЛАЯ ОРОВКА — деревня мызы Малотаицкой, принадлежит Квашнину-Самарину, титулярному советнику, число жителей по ревизии: 6 м. п., 6 ж. п. (1838 год)

На картах Ф. Ф. Шуберта 1844 года и С. С. Куторги 1852 года — не обозначена.

ОРОВКА МАЛАЯ — деревня действительной статской советнице графини Зубовой, по почтовому тракту, число дворов — 4, число душ — 9 м. п. (1856 год)

Согласно «Топографической карте частей Санкт-Петербургской и Выборгской губерний» в 1860 году деревня называлась Малая Оровка (Гуитолова) и состояла из 3 крестьянских дворов.

МАЛОЕ ОРОВКА (КУЙТОВО) — деревня владельческая при колодце, число дворов — 3, число жителей: 9 м. п., 6 ж. п. (1862 год)

В 1879 году деревня Малые Оровки состояла из 2 крестьянских дворов.

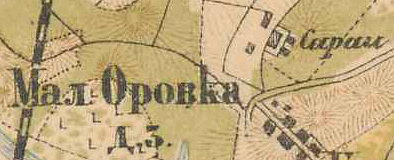
План деревни Малая Оровка. 1885 год

В 1885 году деревня Малая Оровка вновь насчитывала 3 двора.
В конце XIX — начале XX века деревня административно относилась к Староскворицкой волости 3-го стана Царскосельского уезда Санкт-Петербургской губернии. Население деревни было исключительно финским.
К 1913 году количество дворов увеличилось до 11. Деревня относилась к лютеранскому приходу Скворица. Население деревни было исключительно финским.
Согласно данным переписи населения СССР 1926 года в деревне Оровка Малая Пудостьского сельсовета Староскворицкой волости Троцкого уезда проживали 33 человека, все финны.

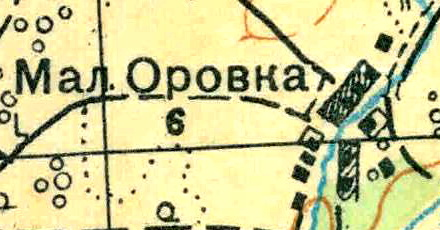
План деревни Малая Оровка. 1931 год

Согласно топографической карте 1931 года деревня насчитывала 6 дворов.
По данным 1933 года деревня называлась Малая Оравка и входила в состав Пудостьского финского национального сельсовета Красногвардейского района.
По данным 1966, 1973 и 1990 годов деревня называлась Малая Оровка и входила в состав Пудостьского сельсовета Гатчинского района.
В 1997 году в деревне проживали 18 человек, в 2002 году — 29 человек (русские — 79%), в 2007 году — 28, в 2010 году — 38.

## География
Деревня расположена в северной части района на автодороге 41К-218 (Малое Верево — Пудость).
Расстояние до административного центра поселения, посёлка Пудость — 6 км.
Расстояние до ближайшей железнодорожной станции Пудость — 1,5 км.

## Демография
| 1862 | 2007 | 2010 | 2017 |
| ---- | ---- | ---- | ---- |
| 15   | ↗28  | ↗38  | ↘31  |

### Национальный состав
Согласно данным Всероссийской переписи населения 2021 года в деревне проживали 100 человек, из них:
 русские — 94, украинцы — 2, финны — 2, татары — 1, удмурты — 1 человек.

## Улицы
Ивановская.